# Dolichousnea
Dolichousnea is een geslacht van korstmossen dat behoort tot de orde Lecanorales van de ascomyceten.

## Soorten
Volgens Index Fungorum telt het geslacht drie soort (peildatum maart 2023):
| Soortnaam                  | Auteur(s)                 | Publicatiejaar |
| -------------------------- | ------------------------- | -------------- |
| Dolichousnea diffracta     | (Vain.) Articus           | 2004           |
| Dolichousnea longissima    | (Ach.) Articus            | 2004           |
| Dolichousnea trichodeoides | (Vain. ex Motyka) Articus | 2004           |